# 大舘常興書札抄
『大舘常興書札抄』（おおだちじょうこうしょさつしょう）は、室町時代後期から戦国時代にかけての室町幕府幕臣・大舘尚氏の書札礼書（「大館」とも表記、常興は法号）。原題は現存写本の内題にある「書札之事」とみられている、現在の書名は『群書類従』によるもので写本によって題名が異なる。戦国時代初期の永正・大永年間の著作とされている。原本は存在せず、複数の写本が残されているが題名や一部内容が異なるものがある。
大舘尚氏が「九郎」と呼ばれる人物のために書き与えたとされている。この人物は尚氏の子弟か近親者と推定されている（なお、宮内庁書陵部所蔵松岡本は宛先を息子の大舘晴光とするが、晴光が九郎の名乗りを用いた記録は無く、別人の可能性が高い）。
室町幕府申次衆などを務め、将軍と諸権門との連絡役を務めることが多かった大舘氏当主が将軍・公卿以下の公家、門跡以下の僧侶、管領以下の守護大名、室町幕府の諸役人や諸大名の家臣などに出す場合の書札礼を差出対象ごとに分けた上で実際の書札を例に取りながら注記を加えたものである。その後に諸種の脇付や上所の高低を示す。幕臣である大舘氏の立場で書かれた書札礼で一般的な書札礼を論じた著作ではないものの、武家故実に優れた大舘尚氏の書札礼として後世に重んじられた。